# リバティ郡区 (アイオワ州ブキャナン郡)
リバティ郡区は、アメリカ合衆国、アイオワ州、ブキャナン郡にある16の郡区の一つである。2000年の国勢調査で、人口は1133人だった。

## 地理
リバティ郡区は、88.8平方キロメートル（34.28平方マイル)で、Quasquetonが含まれる。
アメリカ地質調査所によると、この郡区は Hickory GroveとPine CreekとQuasquetonとSaint Patricksの4つの霊園が含まれる。